# Epidendrum zappii
Epidendrum zappii é uma espécie de planta do gênero Epidendrum e da família Orchidaceae.

## Taxonomia
A espécie foi descrita em 1976 por Guido Frederico João Pabst.

## Forma de vida
É uma espécie epífita e herbácea.

## Conservação
A espécie faz parte da Lista Vermelha das espécies ameaçadas do estado do Espírito Santo, no sudeste do Brasil.

## Distribuição
A espécie é endêmica do Brasil e encontrada nos estados brasileiros de Espírito Santo e Minas Gerais, no Parque Nacional de Caparaó. A espécie é encontrada no domínio fitogeográfico de Mata Atlântica, em regiões com vegetação de floresta ombrófila pluvial.